# Luciana Turina
Luciana Turina (née le 13 août 1946 à Roverbella) est une chanteuse et actrice italienne.

## Biographie
Turina commence sa carrière professionnelle en tant que chanteuse en 1965, en participant au festival de Castrocaro et en remportant le concours avec la chanson Come ti vorrei. L'année suivante, elle participe au festival de Sanremo avec Dipendesse da me, mais n'atteint pas la finale. En 1969, elle fait ses débuts au cinéma dans Serafino de Pietro Germi et à partir de là, elle concentre sa carrière sur le théâtre, jouant principalement des rôles comiques.
En 1970, elle pose, recouverte de voiles, pour Playboy et Playmen. En 1972, elle sort son seul album Perché qualcuno un giorno mi ha dato la vita e... una voce avec des arrangements de Vince Tempera et la participation d'Ellade Bandini et Massimo Luca. Dans les années 1970, les singles ont peu de succès commercial. En 1981, elle interprète la chanson Petite Creature, écrite par Ennio Morricone et Mauro Bolognini, chanson de la bande originale du film La Dame aux camélias, réalisé par Mauro Bolognini.
En 2001, avec d'autres artistes tels que Giorgio Consolini, I Santo California et Jack La Cayenne, elle participe au projet écrit par Enzo Carnevale Come in favole, un livre accompagné d'un CD, où elle interprète la chanson Musica è (E. Carnevale - F. Rico - A. Giraldi).
En 2018, elle enregistre une nouvelle chanson intitulée Terra, écrite par Moreno Rossi, pour le label Ghiro Records, accompagnée d'un clip vidéo réalisé par Massimiliano Zeuli.

### Vie privée
Luciana Turina fut mariée trois fois ; en 2008, elle déménage dans un quartier résidentiel de Palerme, où elle vit avec son partenaire actuel.

## Discographie
LP
- 1972 : Perché qualcuno un giorno mi ha dato la vita e... una voce (Cinevox, SC 1074)

EP
- 1966 : Dio come ti amo/Dependes de mi/La carta vincente/Nadia me puede juzgar (Compagnia Generale del Disco, HG 77-40; avec Gigliola Cinquetti, Gino Paoli et Caterina Caselli, publié en Espagne)

Singles
- 1965 : Sei il mio male/Come ti vorrei (CGD, N 9600)
- 1966 : Dipendesse da me/L'amore è una giostra (Compagnia Generale del Disco, N 9604)
- 1966 : Depende de mi/L'amore è una giostra (Music-Hall, 30.524; publié en Argentine)
- 1966 : Non prendere la vita così com'è/Un ragazzo che ride (Compagnia Generale del Disco, N 9625)
- 1966 : Il mio male/Non prendere la vita così com'è (Compagnia Generale del Disco, N 9634)
- 1968 : Imogene/Notte senza fine (RCA Talent, TL1)
- 1971 : Fratello ladro/Ma perché (Cinevox, SC 1069)
- 1972 : Djamballà (il mio tempo arriverà)/Cena per due (Cinevox, SC 1074)
- 1977 : Water closet/Arancione (Mia Records, M 1513)
- 1983 : Hey mamma/Brr...che freddo (Strong Records, SR 106)
- 2017 : Terra

## Filmographie
- Serafino, réalisé par Pietro Germi (1968)
- Il terribile ispettore, réalisé par Mario Amendola (1969)
- Les Pages galantes et scandaleuses, réalisé par Manlio Scarpelli (1972)
- La Belle Antonia, d'abord ange puis démon, réalisé par Mariano Laurenti (1972)
- Fra' Tazio da Velletri, réalisé par Romano Gastaldi (1973)
- Li chiamavano i tre moschettieri... invece erano quattro, réalisé par Silvio Amadio (1973)
- I racconti romani di una ex novizia, réalisé par Pino Tosini (1973)
- Mamma... li turchi!, réalisé par Renato Savino (1973)
- Teresa la ladra, réalisé par Carlo Di Palma (1973)
- Patroclooo!... e il soldato Camillone, grande grosso e frescone, réalisé par Mariano Laurenti (1973)
- La badessa di Castro, réalisé par Armando Crispino (1974)
- Pénitencier de femmes perverses, réalisé par Brunello Rondi (1974)
- L'uomo che sfidò l'organizzazione, réalisé par Sergio Grieco (1975)
- Africa Express, réalisé par Michele Lupo (1976)
- La lycéenne se marie, réalisé par Marcello Andrei (1976)
- La cameriera nera, réalisé par Mario Bianchi (1976)
- Carioca tigre, réalisé par Giuliano Carnimeo (1976)
- Peccatori di provincia, réalisé par Tiziano Longo (1977)
- Kakkientruppen, réalisé par Marino Girolami (1977)
- Poliziotto senza paura, réalisé par Stelvio Massi (1978)
- Scherzi da prete, réalisé par Pier Francesco Pingitore (1978)
- L'imbranato, réalisé par Pier Francesco Pingitore (1979)
- Ciao marziano, réalisé par Pier Francesco Pingitore (1980)
- La Cité des femmes, réalisé par Federico Fellini (1980)
- Y-a-t-il un fantôme dans mon lit ?, réalisé par Claudio Giorgi (1981)
- Vieni avanti cretino, réalisé par Luciano Salce (1982)
- I camionisti, réalisé par Flavio Mogherini (1982)
- "FF.SS." - Cioè: "...che mi hai portato a fare sopra a Posillipo se non mi vuoi più bene?", réalisé par Renzo Arbore (1983)
- Stesso mare stessa spiaggia, réalisé par Elo Pannacciò (1983)
- Night Club, réalisé par Sergio Corbucci (1989)
- Un difetto di famiglia (TV), réalisé par Alberto Simone (2002)
- Il cosmo sul comò, réalisé par Marcello Cesena (2008)